# Sant Julian dal Puòg
Sant Julian dal Puòg (en francès Saint-Julien-du-Puy) és un municipi francès situat al departament del Tarn i a la regió d'Occitània.

## Demografia
| 1962                                       | 1968 | 1975 | 1982 | 1990 | 1999 | 2007 |
| ------------------------------------------ | ---- | ---- | ---- | ---- | ---- | ---- |
| 356                                        | 403  | 391  | 390  | 348  | 352  | 387  |
| Des de 1962: població sense dobles comptes |      |      |      |      |      |      |

## Administració
| Període | Identitat        | Partit |
| ------- | ---------------- | ------ |
| 2001-   | Philippe Jeanzac |        |